# Donnie Dunagan
Donald Roan Dunagan (San Antonio, 16 agosto 1934) è un attore e militare statunitense, attivo come attore bambino tra il 1938 e il 1942.

## Biografia
Nato nel Texas, la famiglia si trasferì a Memphis quando era piccolo.
Dopo il divorzio dei genitori e la morte della madre, visse in un orfanotrofio.
Debuttò al cinema come attore bambino a soli 4 anni ed ha recitato in alcuni film, fra cui il figlioletto del protagonista in Il figlio di Frankestein (1939).
Si ritirò a soli 8 anni dopo aver preso parte come doppiatore in Bambi (1942), dando la voce al protagonista nella versione giovanile.
È stato arruolato nel corpo dei Marines dal 1952 al 1977.

## Filmografia

### Attore
- Mother Carey's Chickens, regia di Rowland V. Lee (1938)
- Il figlio di Frankenstein (Son of Frankenstein), regia di Rowland V. Lee (1939)
- Donna dimenticata (The Forgotten Woman), regia di Harold Young (1939)
- L'usurpatore (Tower of London), regia di Rowland V. Lee (1939)
- Angeli della notte (Vigil in the Night), regia di George Stevens (1940)
- Meet the Chump, regia di Edward F. Cline (1941)

### Doppiatore
- Bambi, registi vari (1942)

## Doppiatori italiani
Nelle versioni in italiano dei suoi film Donnie Dunagan è stato doppiato da:
- Cesare Barbetti in Il figlio di Frankenstein

Da doppiatore è sostituito da:
- Luciano De Ambrosis in Bambi
- Loretta Goggi in Bambi (ridoppiaggio)